# Cleo Diára
Cleo Tavares (Cidade da Praia, 2 de setembro de 1987), também conhecida como Cleo Diára, é uma atriz cabo-verdiana que recebeu notoriedade pelo projeto Aurora Negra, desenvolvido juntamente com Isabél Zuaa e Nádia Yracema, que venceu em 2019 a 2ª edição da Bolsa Amélia Rey Colaço e recebeu atenção da mídia pela promoção de discussões sobre racismo estrutural e feminismo negro.

## Percurso
Nasceu na Cidade da Praia, Cabo Verde, em 1987, e se mudou para Lisboa com 10 anos de idade. No teatro universitário Mis-cutem teve as suas primeiras experiências teatrais e em 2012 iniciou a sua formação artística profissional na Escola Superior de Teatro e Cinema. Desde 2015 participou como intérprete em vários projetos teatrais de encenadores portugueses como Rogério Carvalho, Mónica Calle, Sónia Baptista, Mário Coelho e Pedro Baptista. Participou em produções de cinema como Diamantino, de Gabriel Abrantes e Daniel Schmidt, Verão Danado, de Pedro Cabeleira, e Terra Amarela, de Dinis Costa. Estudou finanças e contabilidade no ISCTE, porém não se graduou.
Em 2021, em entrevista à rádio TSF, a atriz explicou que passou a adotar o nome Cleo Diára porque queria que o seu nome tivesse o seu lado africano, e escolheu Diára, que quer dizer presente.

## Obra

### Teatro

#### Direção
- 2023 – A Missão da Missão, espetáculo do coletivo Aurora Negra sobre o texto A Missão de Heiner Müller;[8]
- 2022 – Cosmos, espetáculo do coletivo Aurora Negra;[9]
- 2020 – Aurora Negra, juntamente com Isabél Zuaa e Nádia Yracema, com apoio da Bolsa Amélia Rey Colaço do Teatro Nacional D. Maria II[10][5]

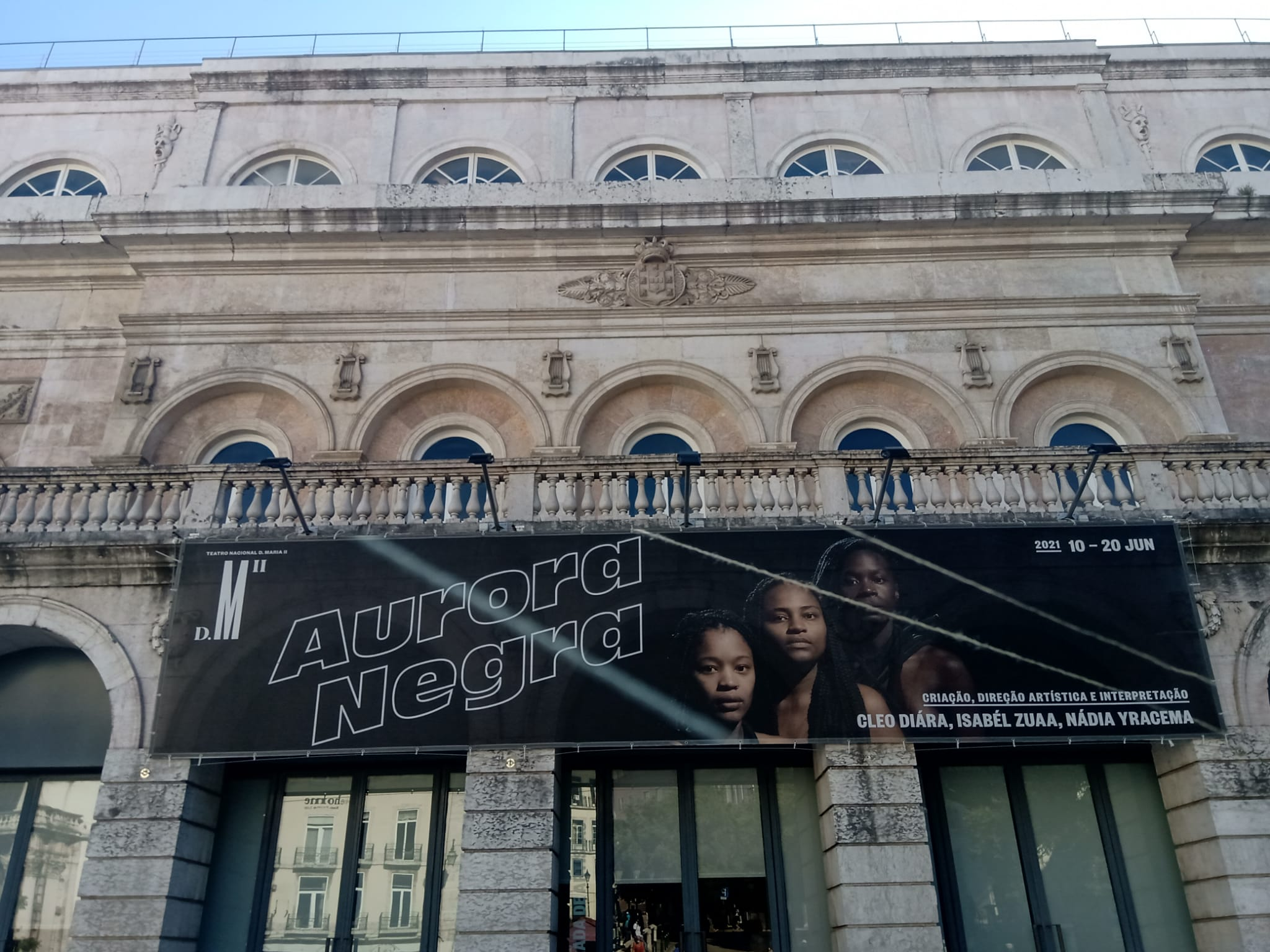
Banner da peça Aurora Negra na fachada do Teatro Nacional D. Maria II, em Lisboa. Nele Cleo Diára aparece ao lado de Isabél Zuaa e Nádia Yracema.

#### Interpretação
- 2019 – A Gaivota, de Pedro Baptista na Rua das Gaivotas 6 [11][12][13]
- 2017 – Carta, de Mónica Calle no Teatro Nacional D. Maria II [14]

### Filmografia[15]

#### Atuação
- 2020 – Nha Mila, de Denise Lili Fernandes
- 2020 – O Mundo Não Acaba Assim, série exibida pela RTP1
- 2020 – Vai Ficar Tudo Bem, web série
- 2019 – Arriaga, de Welket Bungué
- 2018 – Diamantino, de Gabriel Abrantes e Daniel Schmidt [16]
- 2018 – Vã Alma, web série
- 2018 – Terra Amarela, de Dinis Costa
- 2018 – Stand By (Dj e produtor Branko), videoclipe [17]
- 2017 – A Família Ventura, série exibida pela RTP1
- 2017 – Verão Danado (Portugal),  Pedro Cabeleira
- 2017 – Triste in English from Spanish, de Sónia Baptista na Culturgest
- 2012 – A Canção de Lisboa, de Pedro Varela

## Prêmios e reconhecimento
O filme Diamantino foi premiado no festival de Cannes de 2018. 
O espetáculo Aurora Negra recebeu em 2019 a 2ª edição da Bolsa Amélia Rey Colaço, destinada a apoiar a produção de espetáculos de jovens artistas e companhias emergentes para promover a renovação da criação teatral portuguesa.  A obra recebeu notoriedade na mídia pela critica social tratando de temas como racismo estrutural, feminilidade negra, estereótipos e seu impacto na história de vida dessas pessoas.
Em 2025 vence o prémio de Melhor Actriz, na secção Un Certain Regard, do Festival de Cannes, pela sua atuação no filme "O riso e a faca", do realizador Pedro Pinho.